# Ртуть у рибі

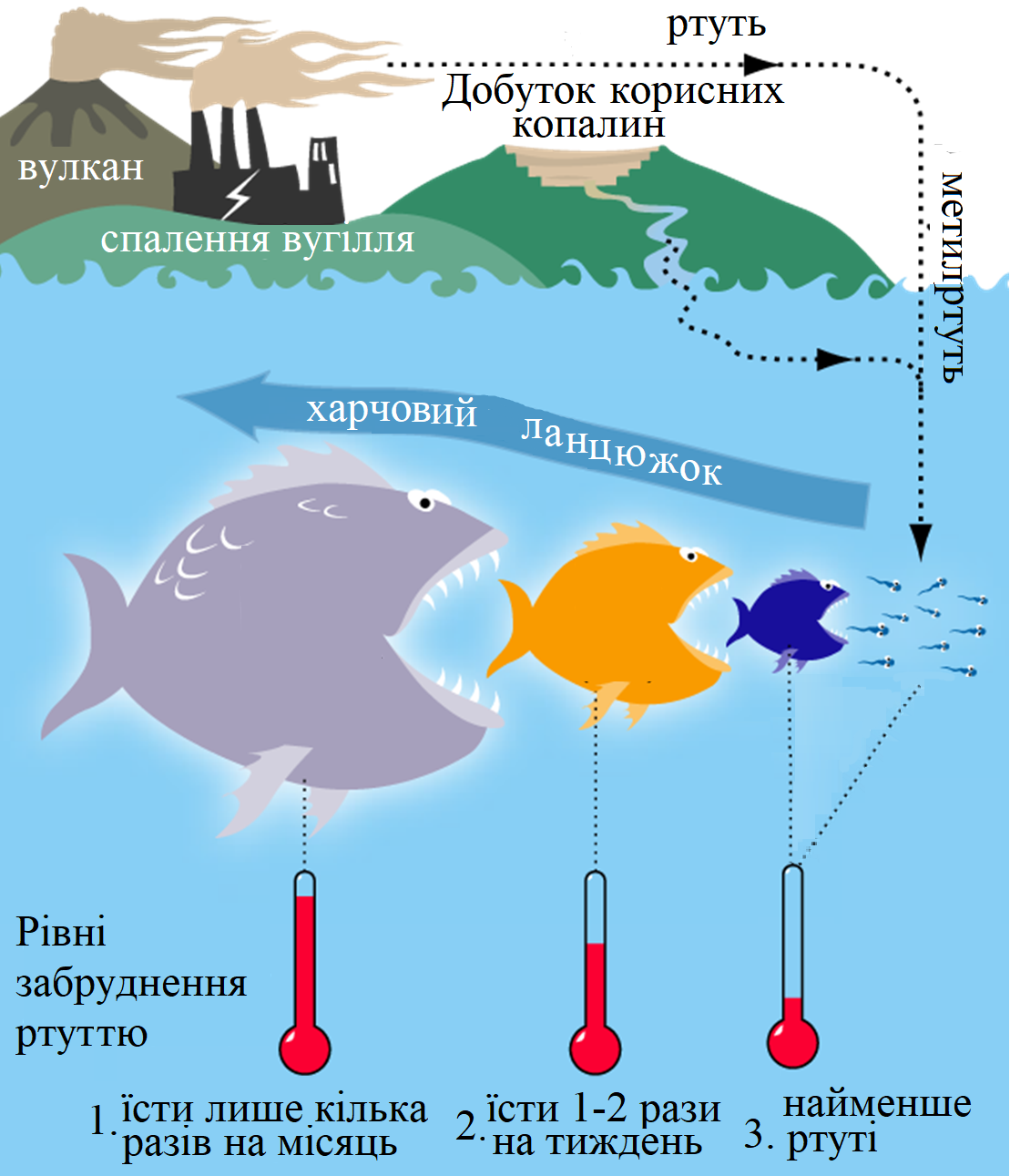
Таким чином, дрібні риби концентрують у собі ртуть і метилртуть. Дрібних риб з'їдають більші риби; при цьому рівень небезпеки підвищується і таку рибу можна їсти вкрай рідко

Риба та молюски концентрують ртуть у своїх органах, часто в формі метилртуті, та інших високотоксичних органічних сполук ртуті. Рибні продукти містять різну кількість важких металів, особливо ртуті та її жиророзчинних сполук з забрудненої води. Види риб, які мають велику тривалість життя і перебувають вище на харчовому ланцюзі, такі, як марлін, тунець, акула, риба-меч, королівська макрель, кафельник, щука і озерна форель, містять більше ртуті, ніж інші.
Наявність ртуті в рибі може стати небезпечною для здоров'я, особливо для вагітних, жінок, що годують груддю, і дітей молодшого віку.

## Біоакумуляція
Споживання риби на сьогодні є найбільш значним джерелом потрапляння ртуті в організми людини і тварин. Ртуть та метилртуть присутні в морській воді лише в невеликих концентраціях. Тим не менш, метилртуть поглинається, як правило, водоростями на початку харчового ланцюга. Потім водорість їдять риби та інші організми вище за харчовим ланцюгом. Риби швидко накопичують метилртуть, проте дуже повільно виділяють її. Метилртуть не розчиняється і тому не схильна виділятися. Замість цього вона накопичується як у внутрішніх органах, так і в м'язовій тканині. Це призводить до біоакумуляції ртуті. Зоопланктон, нектон, більші риби і т. д., які їдять цих риб, накопичують у собі ще більше ртуті. Це пояснює, чому хижі риби, такі, як риба-меч і акула або птиці, як скопа і орли, мають більш високу концентрацію ртуті в тканинах. Один вид в харчовому ланцюзі може накопичити в своєму тілі ртуті в десять разів більше, ніж види, які вони споживають. Наприклад, оселедець містить ртуті приблизно 0,01 проміле, в той час як вміст ртуті в тілі акули перевищує 1 проміле.

## Рівень забруднення
Вчені американського уряду досліджували рибу в 291 водоймі по всій країні на предмет забруднення ртуттю. Вони виявили ртуть у кожній досліджуваній рибі. Ртуть виявили навіть у рибі з ізольованих сільських ставків. У 25 % протестованої риби рівень ртуті вищий від безпечного рівня, встановленого Управлінням з охорони довкілля США для людей, які їдять рибу регулярно.
| Вміст ртуті в промислових рибах і молюсках | Вміст ртуті в промислових рибах і молюсках | Вміст ртуті в промислових рибах і молюсках | Вміст ртуті в промислових рибах і молюсках | Вміст ртуті в промислових рибах і молюсках | Вміст ртуті в промислових рибах і молюсках            | Вміст ртуті в промислових рибах і молюсках | Вміст ртуті в промислових рибах і молюсках |
| | Види                                       | Значення (ppm)                             | Стандартне відхилення (ppm)                | Медіана (ppm)                              |                                                       | Трофічний рівень                           | Максимальний вік (роки)                    |
| --- | ------------------------------------------ | ------------------------------------------ | ------------------------------------------ | ------------------------------------------ | ----------------------------------------------------- | ------------------------------------------ | ------------------------------------------ |
| | Malacanthidae                              | 1.450                                      | n/a                                        | n/a                                        | Мексиканська затока                                   | 3.6                                        | 35                                         |
| | Риба-меч                                   | 0.995                                      | 0.539                                      | 0.870                                      |                                                       | 4.5                                        | 15                                         |
| | Акули                                      | 0.979                                      | 0.626                                      | 0.811                                      |                                                       |                                            |                                            |
| | Скумбрія королівська                       | 0.730                                      | n/a                                        | n/a                                        |                                                       | 4.5                                        | 14                                         |
| | Тунець великоокий                          | 0.689                                      | 0.341                                      | 0.560                                      | Свіжа/заморожена                                      | 4.5                                        | 11                                         |
| | Хоплостет помаранчевий                     | 0.571                                      | 0.183                                      | 0.562                                      |                                                       | 4.3                                        | 149                                        |
| | Марлін*                                    | 0.485                                      | 0.237                                      | 0.390                                      |                                                       | 4.5                                        |                                            |
| | Скумбрія іспанська                         | 0.454                                      | n/a                                        | n/a                                        | Мексиканська затока                                   | 4.5                                        | 5                                          |
| | Групери                                    | 0.448                                      | 0.278                                      | 0.399                                      | Всі види                                              | 4.2                                        |                                            |
| | Тунець                                     | 0.391                                      | 0.266                                      | 0.340                                      | Всі види, свіжа/заморожена                            |                                            |                                            |
| | Луфар                                      | 0.368                                      | 0.221                                      | 0.305                                      |                                                       | 4.5                                        | 9                                          |
| | Anoplopoma fimbria                         | 0.361                                      | 0.241                                      | 0.265                                      |                                                       | 3.8                                        | 114                                        |
| | Thunnus alalunga                           | 0.358                                      | 0.138                                      | 0.360                                      | Свіжа/заморожена                                      | 4.3                                        | 9                                          |
| | Dissostichus eleginoides                   | 0.354                                      | 0.299                                      | 0.303                                      |                                                       | 4.0                                        | 50+                                        |
| | Тунець жовтоперий                          | 0.354                                      | .231                                       | 0.311                                      | Свіжа/заморожена                                      | 4.3                                        | 9                                          |
| | Thunnus alalunga                           | 0.350                                      | 0.128                                      | 0.338                                      | Консервована                                          | 4.3                                        | 9                                          |
| | Genyonemus lineatus                        | 0.287                                      | 0.069                                      | 0.280                                      | Тихоокеанська                                         | 3.4                                        |                                            |
| | Палтус                                     | 0.241                                      | 0.225                                      | 0.188                                      |                                                       | 4.3                                        |                                            |
| | Cynoscion regalis                          | 0.235                                      | 0.216                                      | 0.157                                      | Морська                                               | 3.8                                        | 17                                         |
| | Скорпена                                   | 0.233                                      | 0.139                                      | 0.181                                      |                                                       |                                            |                                            |
| | Скумбрія королівська                       | 0.182                                      | n/a                                        | n/a                                        | Південна Атлантика                                    | 4.5                                        |                                            |
| | Вудильник                                  | 0.181                                      | 0.075                                      | 0.139                                      |                                                       | 4.5                                        | 25                                         |
| | Луціан                                     | 0.166                                      | 0.244                                      | 0.113                                      |                                                       |                                            |                                            |
| | Морський окунь                             | 0.152                                      | 0.201                                      | 0.084                                      | Окунь смугастий, чорний окунь і Centropristis striata | 3.9                                        |                                            |
| | Окунь                                      | 0.150                                      | 0.112                                      | 0.146                                      | Прісноводний                                          | 4.0                                        |                                            |
| | Тунець смугастий                           | 0.144                                      | 0.119                                      | 0.150                                      | Свіжа/заморожена                                      | 3.8                                        | 12                                         |
| | Буфало                                     | 0.137                                      | 0.094                                      | 0.120                                      |                                                       |                                            |                                            |
| | Скати                                      | 0.137                                      | n/a                                        | n/a                                        |                                                       |                                            |                                            |
| | Тунець                                     | 0.128                                      | 0.135                                      | 0.078                                      | Всі види, консервована, свіжа                         |                                            |                                            |
| | Sebastes norvegicus *                      | 0.121                                      | 0.125                                      | 0.102                                      |                                                       |                                            |                                            |
| | Тріска                                     | 0.111                                      | 0.152                                      | 0.066                                      |                                                       | 3.9                                        | 22                                         |
| | Короп                                      | 0.110                                      | 0.099                                      | 0.134                                      |                                                       |                                            |                                            |
| | Омар американський                         | 0.107                                      | 0.076                                      | 0.086                                      |                                                       |                                            |                                            |
| | Semicossyphus pulcher                      | 0.093                                      | 0.059                                      | 0.088                                      |                                                       |                                            |                                            |
| | Лангуст                                    | 0.093                                      | 0.097                                      | 0.062                                      |                                                       |                                            |                                            |
| | Путасу                                     | 0.089                                      | 0.084                                      | 0.067                                      |                                                       |                                            |                                            |
| | Скумбрія японська                          | 0.088                                      | n/a                                        | n/a                                        | Pacific                                               | 3.1                                        |                                            |
| | Оселедець                                  | 0.084                                      | 0.128                                      | 0.048                                      |                                                       | 3.2                                        | 21                                         |
| | Атеринові                                  | 0.081                                      | 0.103                                      | 0.050                                      |                                                       | 3.1                                        |                                            |
| | Хек                                        | 0.079                                      | 0.064                                      | 0.067                                      |                                                       | 4.0                                        |                                            |
| | Пструг (форель)                            | 0.071                                      | 0.141                                      | 0.025                                      | Прісноводний                                          |                                            |                                            |
| | Краб                                       | 0.065                                      | 0.096                                      | 0.050                                      | Blue, king and snow crab                              |                                            |                                            |
| | Stromateidae                               | 0.058                                      | n/a                                        | n/a                                        |                                                       | 3.5                                        |                                            |
| | Камбала *                                  | 0.056                                      | 0.045                                      | 0.050                                      | Flounder, plaice and sole                             |                                            |                                            |
| | Пікша                                      | 0.055                                      | 0.033                                      | 0.049                                      | Атлантична                                            |                                            |                                            |
| | Мерланг                                    | 0.051                                      | 0.030                                      | 0.052                                      |                                                       |                                            |                                            |
| | Скумбрія атлантична                        | 0.050                                      | n/a                                        | n/a                                        |                                                       |                                            |                                            |
| | Micropogonias undulatus                    | 0.065                                      | 0.050                                      | 0.061                                      |                                                       |                                            |                                            |
| | Кефаль                                     | 0.050                                      | 0.078                                      | 0.014                                      |                                                       |                                            |                                            |
| | Пузанок американський                      | 0.039                                      | 0.045                                      | 0.045                                      |                                                       |                                            |                                            |
| | Раки                                       | 0.035                                      | 0.033                                      | 0.012                                      |                                                       |                                            |                                            |
| | Сайда                                      | 0.031                                      | 0.089                                      | 0.003                                      |                                                       |                                            |                                            |
| | Сом                                        | 0.025                                      | 0.057                                      | 0.005                                      |                                                       | 3.9                                        | 24                                         |
| | Кальмари                                   | 0.023                                      | 0.022                                      | 0.016                                      |                                                       |                                            |                                            |
| | Лосось *                                   | 0.022                                      | 0.034                                      | 0.015                                      | Свіжа/заморожена                                      |                                            |                                            |
| | Анчоус                                     | 0.017                                      | 0.015                                      | 0.014                                      |                                                       | 3.1                                        |                                            |
| | Сардини                                    | 0.013                                      | 0.015                                      | 0.010                                      |                                                       | 2.7                                        |                                            |
| | Тиляпія *                                  | 0.013                                      | 0.023                                      | 0.004                                      |                                                       |                                            |                                            |
| | Устриці                                    | 0.012                                      | 0.035                                      | n/d                                        |                                                       |                                            |                                            |
| | Молюски *                                  | 0.009                                      | 0.011                                      | 0.002                                      |                                                       |                                            |                                            |
| | Лосось *                                   | 0.008                                      | 0.017                                      | n/d                                        | Консервована                                          |                                            |                                            |
| | Гребенці                                   | 0.003                                      | 0.007                                      | n/d                                        |                                                       |                                            |                                            |
| | Креветки *                                 | 0.001                                      | 0.013                                      | 0.009                                      |                                                       |                                            | 6.5                                        |
| * — тільки метилртуть була проаналізована (всі інші результати для загальної ртуті) n/a — нема інформації n/d — нижче рівня виявлення (0.01ppm) |                                            |                                            |                                            |                                            |                                                       |                                            |                                            |